# Владімір Вайсс (1989)
Владімір Вайсс (словац. Vladimír Weiss, нар. 30 листопада 1989, Братислава, Жилінський край Словаччина) — словацький футболіст, півзахисник збірної Словаччини та клубу «Слован».

## Клубна кар'єра
Владімір Вайсс розпочав свої футбольні кроки в столиці країни в юнацьких складах «Інтера» (Братислава), оскільки його дід ще за часів Чехословаччини грав за збірну тої країни, а батько також будучи успішним футболістом, ще й став відомим тренером та очолив національну збірну країни, то Володимир (онук) пішов стопами своїх родичів. Успішно себе зарекомендувавши в різних збірних дитячо-юнацьких командах, він привернув увагу багатьох футбольних фахівців і в 2006 році був зарахований до юнацької футбольної школи — «ФК Манчестер Сіті». Перебравшись на Туманний Альбіон він лише через 3 роки був введений до складу манчестерців, але не закріпившись в основному складі, був зданий в оренду до команди «Болтон Вондерерз» де й зумів в 2010 році провести повноцінні ігри в Прем'єр-лізі Англії.
У сезоні 2010-11 також на умовах оренди грав у Шотландії за місцевий «Рейнджерс», а влітку 2011 року перебрався до Іспанії, де також як орендований гравець захищав кольори «Еспаньйола».
Згодом по одному сезону провів в італійській «Пескарі» та грецькому «Олімпіакосі». 2014 року приєднався до катарського клубу «Лехвія» в якому провів два сезони.
З 2016 по 2019 захищав кольори іншої катарської команди «Аль-Гарафа».
16 лютого 2020 повернувся на батьківщину, де виступає за «Слован» (Братислава).

## Збірна
Владімір Вайсс дебютував за національну команду 12 серпня 2009 року у товариському матчі проти збірної Ісландії.

## Родина
Батько та дід футболіста, також Владіміри, також були футболістами. Батько є тренером національної збірної Словаччини, дід був срібним призером Олімпіади-1964 року у складі збірної Чехословаччини.

## Досягнення
- Чемпіон Шотландії (1):

«Рейнджерс»: 2010/11
- Володар Кубка шотландської ліги (1):

«Рейнджерс»: 2010/11
- Чемпіон Катару (2):

«Ад-Духаїль»: 2013/14, 2014/15
- Володар Кубка зірок Катару (2):

«Аль-Гарафа»: 2017/18, 2018/19
- Володар Кубка наслідного принца Катару (1):

«Ад-Духаїль»: 2015
- Володар Кубка шейха Яссіма (1):

«Ад-Духаїль»: 2015
- Чемпіон Словаччини (6):

«Слован»: 2019/20, 2020/21, 2021/22, 2022/23, 2023/24, 2024/25
- Володар Кубка Словаччини (2):

«Слован»: 2019/20, 2020/21